# Heidemarie Fischer
Heidemarie Fischer (* 19. Oktober 1944 in Berlin; † 4. September 2022 ebenda), geborene Baschurow, war eine deutsche Politikerin (SPD).
Nach dem Besuch des Gymnasiums und der höheren Handelsschule begann Fischer eine Inspektorenausbildung bei der Bundesversicherungsanstalt für Angestellte (BfA) und war anschließend Sachbearbeiterin. 1974 ging sie an das Bundesinstitut für Berufsbildung, wo sie im Bereich Ausbildungsordnungsforschung arbeitete. 1981 brachte sie eine Tochter zur Welt und zog sich so aus dem Beruf zurück. Von 1994 bis November 1996 war Fischer Mitarbeiterin im Bürgerbüro des Bundestagsabgeordneten Jörg-Otto Spiller.
1975 trat Fischer in die SPD ein. Dort übernahm sie verschiedene Funktionen auf Abteilungs- und Kreisebene, so war sie stellvertretende Abteilungsvorsitzende, Landesparteitags- und Kreisdelegierte und von 1992 bis 1995 Mitglied der Bezirksverordnetenversammlung Wedding. Sie ist zudem  Berliner Landesvorsitzende und seit 2017 stellvertretende Bundesvorsitzende der Arbeitsgemeinschaft SPD 60 plus. Von 1986 bis 1990 und von November 1995 bis 2006 saß sie im Abgeordnetenhaus von Berlin. Zuletzt vertrat sie den Wahlkreis Mitte 5. Von 1999 bis 2001 war sie Mitglied des Fraktionsvorstands und Vorsitzende im Arbeitskreis für Inneres, Recht und Verwaltungsreform. Sie war außerdem Sprecherin der Fraktion im Ausschuss für Inneres, Sicherheit und Ordnung und Vorsitzende des Ausschusses für Verfassungsschutz.
Ab 1977 war Fischer Mitglied der Arbeiterwohlfahrt (zuletzt stellvertretende Kreisvorsitzende in Mitte), des Arbeiter-Samariter-Bundes und weiterer Institutionen, darunter der Fußballverein BSC Rehberge 1945. Präsidiumsmitglied im Gesamtverein.
Von 2007 bis 2012 war Fischer Vorsitzende der Landesseniorenvertretung Berlin und Vorsitzende der Seniorenvertretung in Mitte.